# 山本雪乃
山本 雪乃（やまもと ゆきの、1991年12月22日 - ）は、テレビ朝日のアナウンサー。

## 来歴
岡山県岡山市出身。
朝日塾幼稚園・小学校、岡山白陵中学校・高等学校、早稲田大学文学部教育学コース卒業。
中学・高校は6年間バレーボール部に所属していた。
大学では「食農教育」という「食」「農業」「地域」について研究するゼミに所属。年に2回、長野県内で農業に携わっていた。
2014年4月1日付でテレビ朝日に入社後、人事部での研修を経てアナウンス部へ配属。新人アナウンサーでは初めて、『熱闘甲子園』（朝日放送〈当時〉とテレビ朝日の共同制作による全国ネット番組）の司会に抜擢された。
2015年からは『やべっちFC〜日本サッカー応援宣言〜』のリポーターとして、スポーツ関連の取材を継続。その一方で、『日本人の3割しか知らないこと くりぃむしちゅーのハナタカ!優越館』のアシスタントや、『羽鳥慎一モーニングショー』、『サンデーLIVE!!』のコーナーキャスターも務めていた。
2022年、『羽鳥慎一モーニングショー新春特大スペシャル』での大分の古羅漢から中継が評価され、第21回ANNアナウンサー賞の番組部門の優秀賞を受賞した。

## 人物

### 趣味
餃子づくり、たこ焼きを家ですること、昼間から飲みにいくこと

### 特技
人の顔と名前を覚えること、左の鼻の穴を右の鼻の穴より大きくできること

### 免許・資格
英検2級

### 幸せを感じるとき
大切な人とご飯を食べているとき、大笑いしているとき

### 好きな言葉
よく食べるよくしゃべるよく笑う(家訓)
Give＆Takeではなく、givegivegiveした自分の成長がtake　(母の言葉)
→見返りを求めずに行動した結果、それが自然と自分のプラスになるということ

### 家族
兄が2人。

## 出演番組
報道・情報ワイドショー番組
| 期間       | 期間      | 番組名                                                          | 役職 |
| ---------- | --------- | --------------------------------------------------------------- | --- |
| 2015年4月  | 2020年9月 | やべっちFC〜日本サッカー応援宣言〜                              | リポーター |
| 2015年10月 | 2021年9月 | 羽鳥慎一モーニングショー                                        | コーナーキャスター ※2019年11月11日から11月15日、および2020年3月9日から13日、同年11月16日から11月20日および2021年3月8日から3月12日、同年7月20日から7月23日は斎藤ちはるのアシスタント代役 |
| 2017年7月  | 2017年9月 | TOKYO応援宣言（単独番組時代）                                   | メインキャスター |
| 2017年10月 | 2021年9月 | サンデーLIVE!!（朝日放送→朝日放送テレビ・メ〜テレとの共同制作） | 『TOKYO応援宣言』コーナーキャスター |
| 2021年10月 | 現在      | グッド!モーニング                                               | エンタメコーナー |
| 2022年4月  | 現在      | ラブ‼Jリーグ                                                    | ナレーター |
| 2024年4月  | 現在      | グッド!モーニング                                               | 火 - 金曜日エンタメコーナー |
| 2024年4月  | 2024年9月 | グッド!モーニング                                               | 土曜版メインキャスター |
| 2024年10月 | 現在      | 有働タイムズ                                                    | 進行キャスター |

バラエティ・スポーツ関連・ゲスト出演番組・その他
- 速報!甲子園への道（2014年 - 2015年、朝日放送制作）[7] - 2014年には関東ローカルパートのキャスター、2015年にはヒロド歩美と共に全国ネットパートのキャスターを担当
- 熱闘甲子園（キャスター、2014年 - 2015年、朝日放送・テレビ朝日共同制作）
- パネルクイズ アタック25 新春女性アナウンサー大会（朝日放送制作、2015年1月4日） - 徳重杏奈（メ〜テレアナウンサー）とペアを組み優勝。
- 日本人の3割しか知らないこと くりぃむしちゅーのハナタカ!優越館（アシスタント、2015年4月5日 - 2021年9月16日）
- 関ジャム　完全燃SHOW（進行、2015年10月 - 2020年4月26日）
- 夢対決!とんねるずのスポーツ王は俺だ!スペシャル（2016年1月2日、6月26日、2018年1月2日、2019年1月2日）[8]
- アツカン 田村淳鑑定所（ナレーター、2017年6月11日 - 9月24日）
- 激レアさんを連れてきた。（研究助手、2017年10月30日、11月27日、2018年3月12日、4月23日、2023年11月6日[9]）
- 日曜もアメトーーク!（絵心ない芸人、2018年1月21日）[10]
- 今夜、誕生!音楽チャンプ（2018年7月27日、2019年1月11日）
- 中居正広のダンスな会（2021年3月6日、2022年1月29日）
- ナスD大冒険TV
- 研修テレビ!!（ナレーター、2023年10月13日 - ）
- テレビ朝日 開局65周年記念 奇跡の島国 ニュージーランド縦断の大冒険! ～大自然が生んだ奇跡の謎13個長時間かけて解いてきた～（2024年4月7日）

## 映画
- 妖怪シェアハウス-白馬の王子様じゃないん怪-（2022年6月17日公開、東映） - 記者 役[11]

## 書籍
- ホップ!ステーップ!ピンク! - 山本雪乃ができるまで -（ワニブックス、2024年3月28日）[12][13] ISBN 978-4-8470-7416-5

## イベント
- ホップ!ステーップ!ピンク! - 山本雪乃ができるまで - エッセイお渡し会（2024年4月6日 蔦屋書店 六本木店イベントスペース） [14]